# 丁轸宇
丁轸宇（1910年12月24日—1996年2月3日），河南邓州人，中华人民共和国政治人物。
1932年，考入河南大学经济系。毕业后留英，1939年，毕业于伦敦大学经济科学院工业管理系。1941年回国，任河南省政府参议，同年被聘为河南大学教授。1952年调任中共中央中南局财经委员会顾问。1985年，任河南大学顾问兼校友总会名誉会长。中华人民共和国成立后，历任中南财经委员会工程师，河南省工业厅、冶金厅、省科委工程师，河南省进出口管理委员会顾问，河南省第五、六届政协副主席。